# Skedenj
Skedenj ali pod je gospodarsko poslopje, namenjeno za mlatenje žita, včasih pa tudi za začasno spravilo poljskih pridelkov. Po navadi stoji blizu hiše, pogosto pa se vključuje kar v sestavo kmečkega doma, predvsem v Prekmurju (tam v prekmurščini je škeden ali gümla) in na Primorskem. Po navadi so bili skednji narejeni v predalčni konstrukciji iz trdega lesa (po navadi iz hrastovega) od znotraj obiti z debelimi deskami ali plohi, postavljeni pa so bili na zidanih temeljih in navadno dvignjeni od tal zaradi prezračevanja. Zgornji, podstrešni del je bil pogosto namenjen spravilu slame. Danes tovrstne stavbe niso več v uporabi, saj nikjer več ne mlatijo žita. Le redke skednje pa so tudi ustrezno zavarovali in jih preuredili v etnografske muzeje.